# Rue des Poutiroux
La rue des Poutiroux (en occitan : carrièra dels Potirons) est une voie de Toulouse, chef-lieu de la région Occitanie, dans le Midi de la France.

## Situation et accès

### Description
La rue des Poutiroux est une voie publique. Elle traverse le quartier des Carmes, dans le secteur 1 - Centre. Cette rue étroite, large de seulement 4 mètres, naît perpendiculairement à la rue de la Fonderie. Elle suit un parcours presque rectiligne d'environ 72 mètres et se termine au croisement de la rue Pharaon.
La chaussée compte une seule voie de circulation automobile en sens unique, de la rue de la Fonderie vers la rue Pharaon. Elle est définie comme une zone de rencontre et la vitesse y est limitée à 20 km/h. Il n'existe pas de bande, ni de piste cyclable, quoiqu'elle soit à double-sens cyclable.

### Voies rencontrées
La rue des Poutiroux rencontre les voies suivantes, dans l'ordre des numéros croissants :
1. Rue de la Fonderie
2. Rue Pharaon

### Transports
La rue des Poutiroux n'est pas directement desservie par les transports en commun Tisséo. Elle débouche cependant à l'ouest sur la rue de la Fonderie, parcourue par la navette Ville. À l'est, sur la place des Carmes, se trouve la station de métro du même nom, sur la ligne de métro . Au sud, place Auguste-Lafourcade, se trouve la station Palais-de-Justice, sur la même ligne de métro, ainsi que le terminus des lignes de tramway  . Elle se trouve également à proximité des arrêts de la ligne de Linéo L4, qui parcourt la rue du Languedoc et traverse la place du Parlement. 
La station de vélos en libre-service VélôToulouse la plus proche se trouve place du Salin : la station no 48 (18 place du Salin).

## Odonymie
La rue des Poutiroux tient son nom d'un des propriétaires de la rue, au début du XVIe siècle, Jean Potiron, procureur au parlement de Toulouse. Il habita une maison à l'angle de cette rue et de la rue de la Fonderie,.
Au Moyen Âge, la rue porta, au moins à partir du XVe siècle, le nom d'un autre propriétaire de cette rue, une certaine dame Brugimonde ou Bruguemonde. C'est pourquoi elle fut désignée comme la rue Brugimonde ou Na-Brugimonde (na, « dame » en occitan). Le nom de Potiron n'apparut qu'au début du XVIIe siècle, quoique celui de Brugimonde continuât à être employé – on trouve ainsi rue de Beaugemonde au milieu du XVIIIe siècle. Au XVIIIe siècle, le nom de Potiron, suivant la prononciation en occitan de ce mot, est altéré dans sa graphie française en Poutiroux. En 1794, pendant la Révolution française, la rue fut quelques mois désignée comme la rue l'Amorce, pour rappeler les amorces qu'on fabriquait dans la fonderie de canons, installée la même année dans l'ancien couvent des clarisses de la rue voisine de la Fonderie (actuel no 31).

## Histoire
Au Moyen Âge, la rue des Poutiroux dépend du capitoulat de la Dalbade. Les maisons de cette rue ne sont alors que les dépendances des maisons qui donnent sur les deux rues voisines, la rue des Toulousains (actuelle rue de la Fonderie) et la rue Pharaon. Au début du XVIe siècle, Jean Potiron, procureur au parlement possède une maison qui occupe une grande partie du côté sud de la rue, mais dont la façade principale donne sur la rue des Toulousains (actuels no 2 rue des Poutiroux et no 28 rue de la Fonderie). À la fin de ce siècle, après 1571, la maison passe à son fils, également nommé Jean Potiron, mais elle est vendue par tranches en 1576, puis en 1615.